# منتخب اليابان لاتحاد الرغبي للسيدات
منتخب اليابان الوطني لاتحاد الرغبي للسيدات (باليابانية: 15人制女子日本代表 ) هو ممثل اليابان الرسمي في المنافسات الدولية في اتحاد الرغبي للسيدات. تأسس في 6 أبريل 1991.

## وصلات خارجية
- الموقع الرسمي